# Sphinginae
Le Sphinginae Latreille, 1802 sono una sottofamiglia di lepidotteri, appartenente alla famiglia Sphingidae, diffusa in tutti i continenti.

## Tassonomia

### Tribù
Questo taxon è suddiviso in due tribù, per un totale di 44 generi e 293 specie; le tribù sono:
- Acherontiini Boisduval, 1875
- Sphingini Latreille, 1802

Il genere tipo è Sphinx Linnaeus, 1758.

### Sinonimi
Non sono stati riportati sinonimi.

### Alcune specie

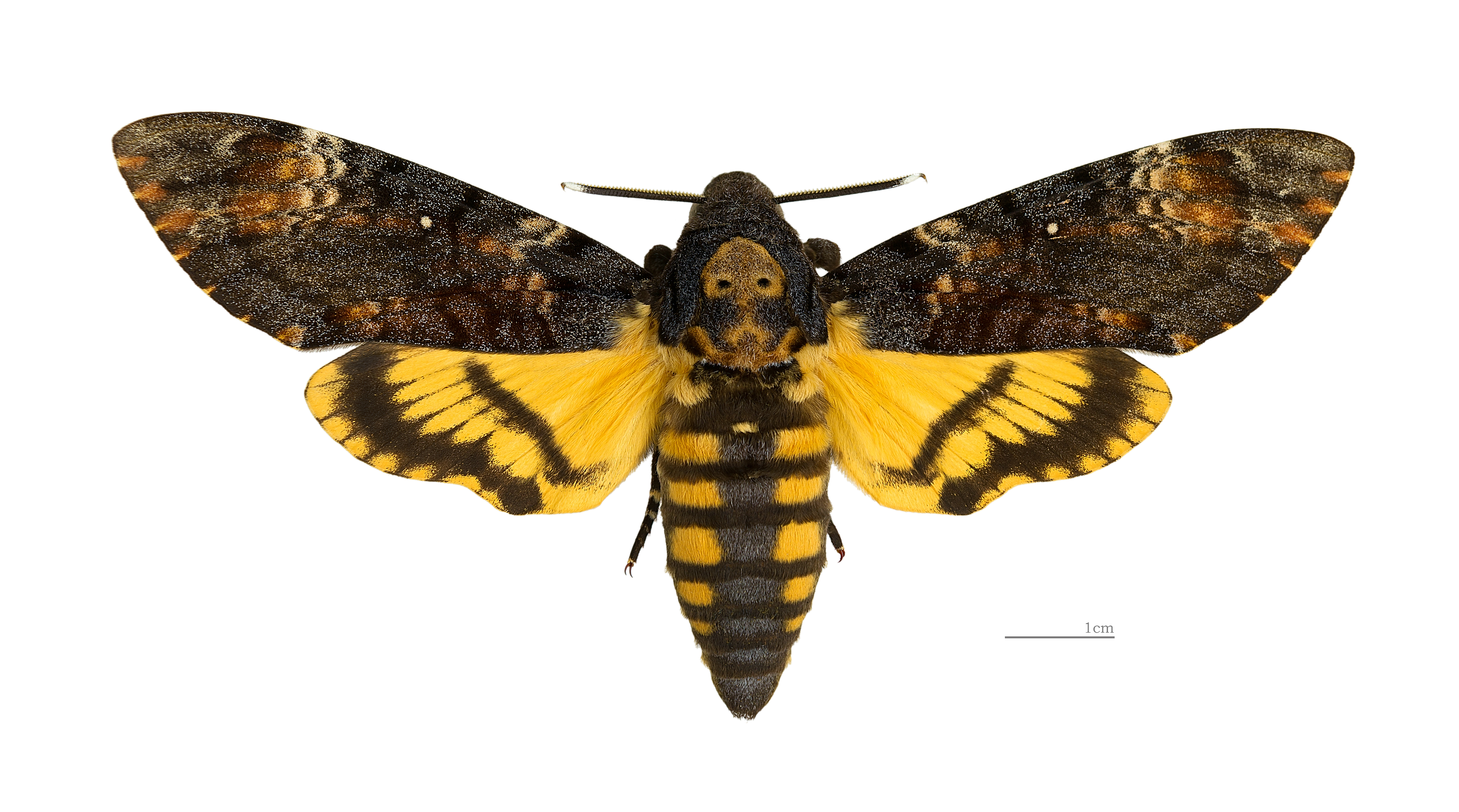
Acherontia atropos (Sfinge testa di morto)
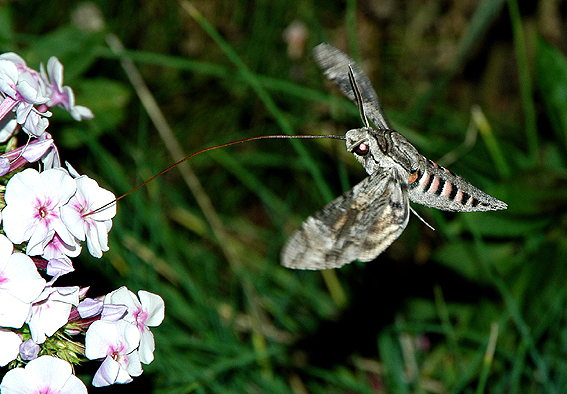
Agrius convolvuli (Sfinge del convolvolo)
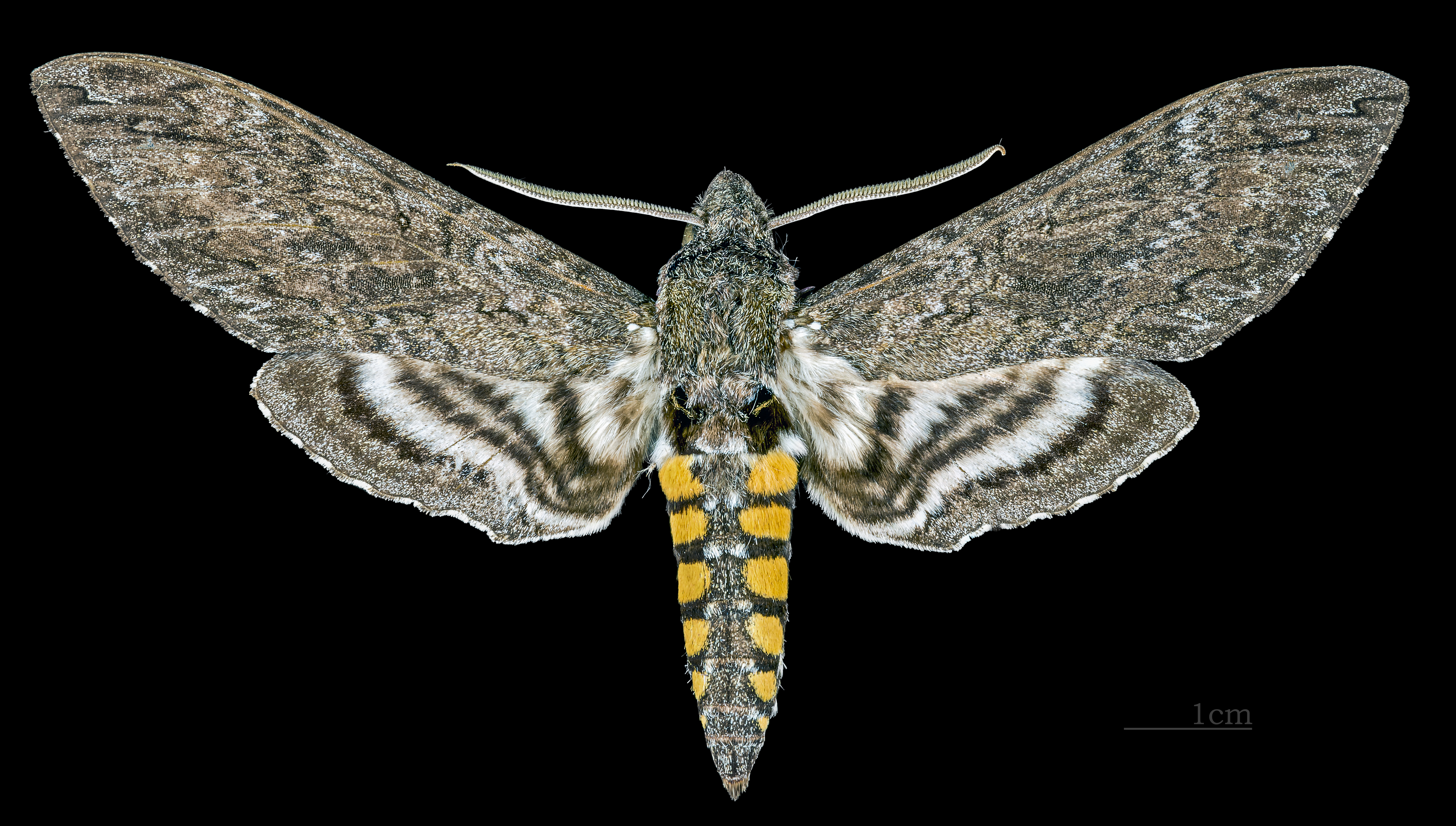
Manduca sexta (Sfinge del tabacco)
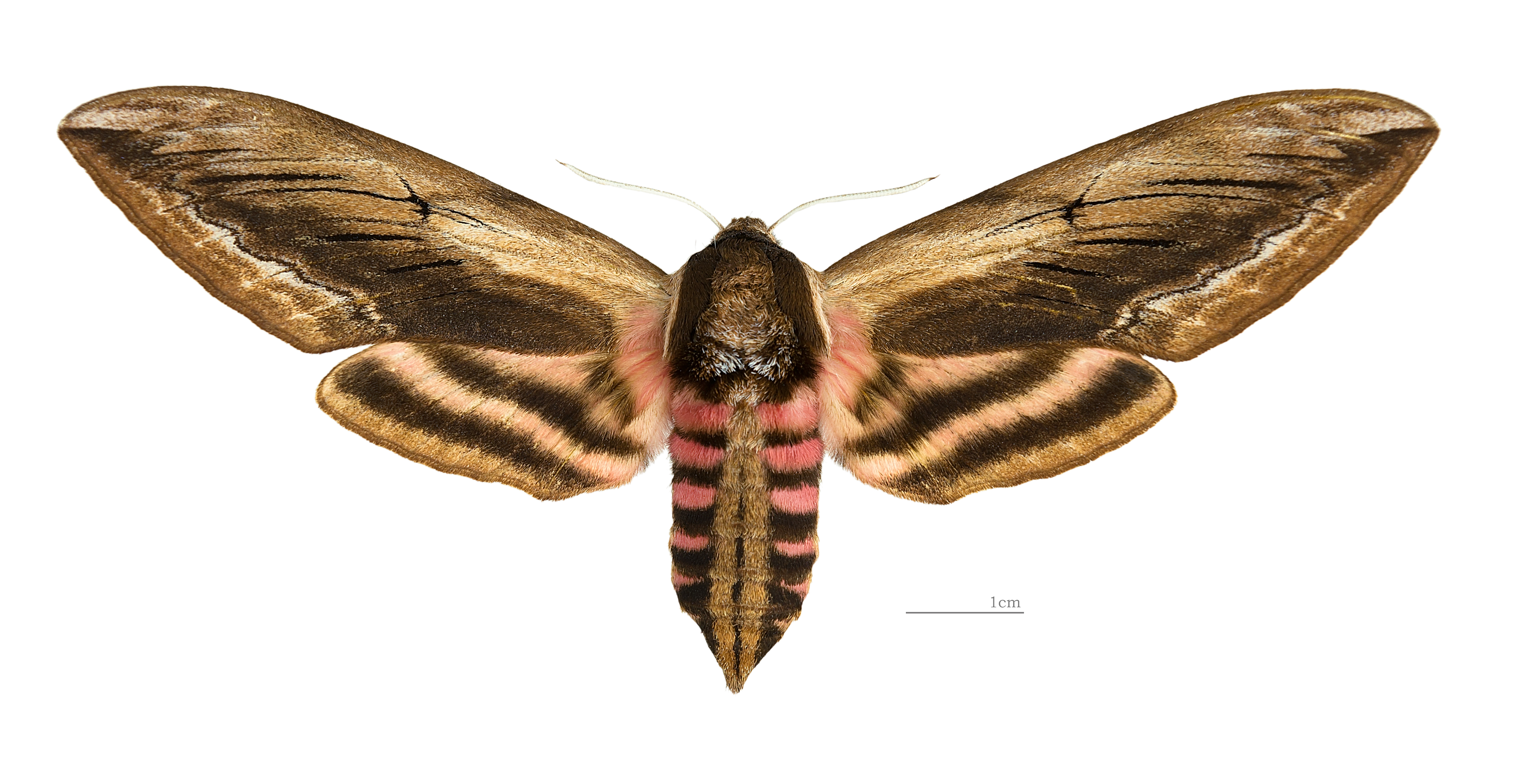
Sphinx ligustri (Sfinge del ligustro)
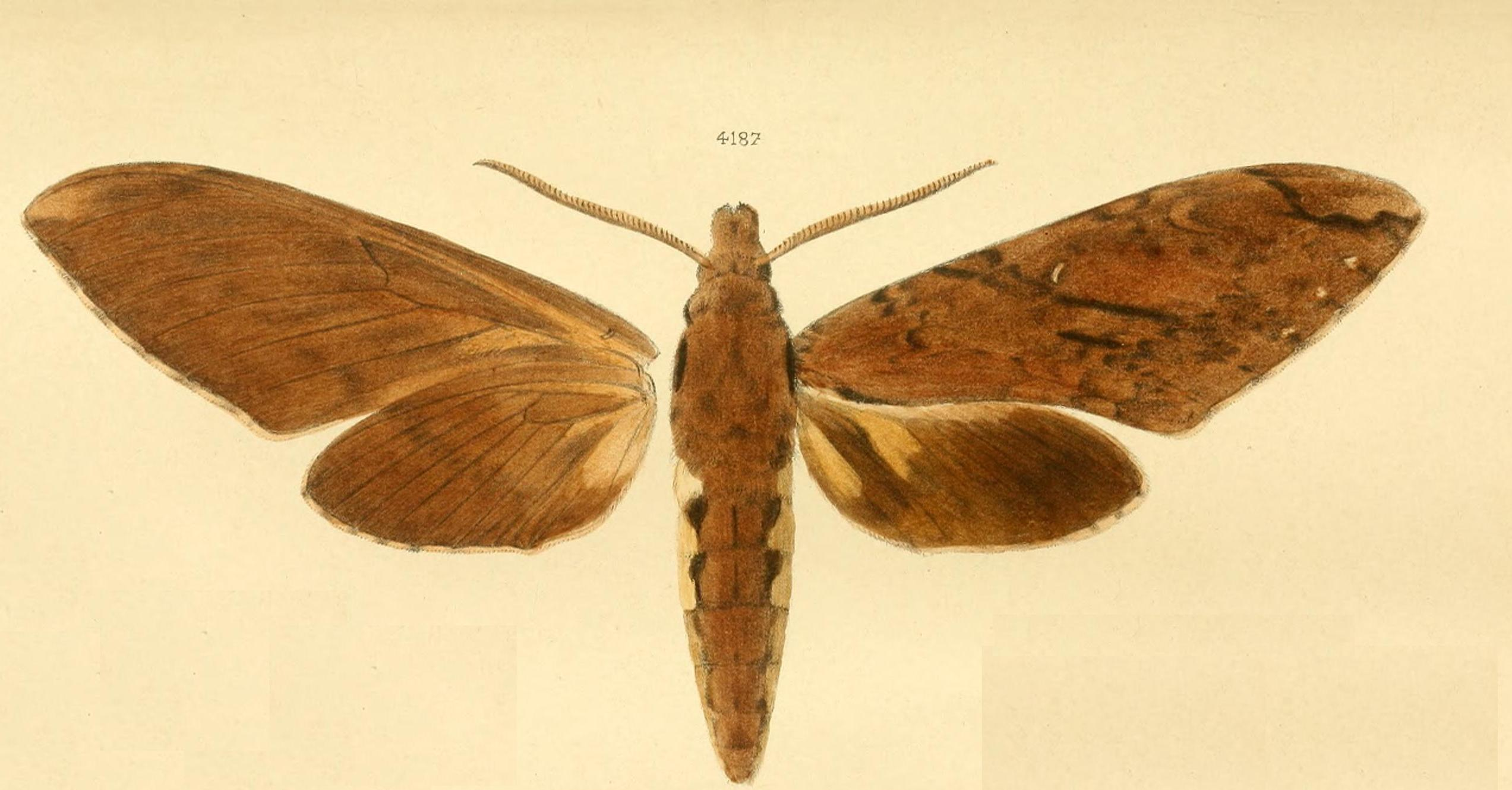
Xanthopan morganii